# The Gold Lion
The Gold Lion is een Belgisch historisch merk van fietsen, brom- en motorfietsen.
De bedrijfsnaam was Moto- en Rijwielfabriek The Gold Lion, C. Pauwels en zoon, Antwerpen.
Er werden fietsen geproduceerd, maar in het begin van de jaren vijftig ook bromfietsen en lichte motorfietsen.